# Fobia (film 1980)
Fobia (ang. Phobia) – amerykańsko–kanadyjski dreszczowiec z 1980 roku, w reżyserii Johna Hustona.

## Fabuła
Psychiatra dr Peter Ross (Glaser), używa radykalnych sposobów wyleczenia swoich pacjentów z różnego rodzaju fobii. Problem zaczyna się, gdy jeden z jego podopiecznych zostaje zamordowany.

## Obsada
- Paul Michael Glaser – doktor Peter Ross
- Susan Hogan – Jenny St Clair
- John Colicos – inspektor Barnes
- David Bolt – Henry Owen
- Patricia Collins – doktor Alice Toland
- David Eisner – Johnny Venuti
- Lisa Langlois – Laura Adams
- Alexandra Stewart – Barbara Grey
- Robert O’Ree – Bubba King
- Neil Vipond – doktor Clegg
- Marian Waldman – pani Casey
- Kenneth Welsh – sierżant Wheeler